# Cristina Kotz Cornejo
Cristina Kotz Cornejo là một đạo diễn nhà biên kịch người Mỹ gốc Argentina. Cô chia thời gian của mình giữa Boston, Thành phố México, và Buenos Aires. Cô là hậu duệ của người Huarpe ở vùng Cuyo và được giáo dục ở Mỹ và Argentina.

## Tiểu sử
Kotz Cornejo tốt nghiệp chương trình phim tốt nghiệp Tisch School of the Arts của Đại học New York và chương trình đại học của Đại học Nam California trong quan hệ quốc tế. Cornejo học đạo diễn dưới Spike Lee, Nancy Savoca, Sara Driver và nhà làm phim người Pháp Pascal Aubier khi còn ở trường điện ảnh NYU. Cô cũng có bằng Thạc sĩ Nghệ thuật về quản lý tổ chức tại Đại học Antioch Los Angeles.
Năm 2007, cô ra mắt bộ phim điện ảnh đầu tiên của mình, 3 Américas, do cô viết, đạo diễn và sản xuất tại Liên hoan phim Woodstock 2007. Kịch bản là trong cuộc thi kịch bản chính thức của Liên hoan lần thứ 25 Internacional del Nuevo Cine Latinoamericano, Havana, dưới tiêu đề Soledad. Kịch bản được phát triển tại Phòng thí nghiệm Nhà văn Latino 2004 của Hiệp hội các nhà sản xuất độc lập Latino, Dự án tính năng độc lập (IFP) của New York và tham gia Hội nghị các nhà sản xuất độc lập của Viện Sundance 2004. Nó cũng đã được trao tài trợ quỹ hình ảnh chuyển động năm 2004 và 2007 từ Quỹ LEF. 3 Américas được phân phối bởi Vanguard Cinema and Cinetic Rights Management.
Cristina Kotz Cornejo đã thực hiện một số bộ phim ngắn bao gồm Despertar / Awaken, Hermanas, được công chiếu tại Liên hoan phim quốc tế Morelia trong Cuộc thi phim ngắn Mexico và Buena Fe. Bộ phim ngắn của cô, The War That Never Was (La Guerra Que No Fue), là phim ngắn duy nhất của Argentina được Liên hoan phim quốc tế Seattle chọn vào năm 2005 để trình chiếu trong Chương trình Viva Argentina!. Cuộc chiến chưa bao giờ được chiếu tại hơn 25 lễ hội và địa điểm tại hơn 11 quốc gia và được phân phối bởi Ouat! Media của Toronto. Ernesto, được ủy quyền bởi Hiệp hội vì một nước Mỹ không có ma túy và được công chiếu tại Liên hoan phim ngắn quốc tế Palm Springs năm 2000, được phân phối trực tuyến bởi Cinedulce. Ocean Waves đã giành được giải thưởng 2003 của Hiệp hội Điện ảnh và Video Đại học. Bộ phim luận án của cô, The Appointment, được thực hiện dưới sự tư vấn của Spike Lee khi còn là sinh viên tại NYU, đã được trao giải Warner Bros. Giải thưởng Sản xuất Hình ảnh, Giải thưởng Thủ công NYU cho Điểm âm nhạc của anh trai Andy Kotz (người cũng đã ghi Ernesto), và được Urban Entertainment chọn để phân phối sau khi ra mắt tại Liên hoan phim First Run năm 2000 của NYU. Jewel and the Catch, một bộ phim tài liệu ngắn về Jewel Thais-Williams, nhà hoạt động quyền LGBTQ người Mỹ gốc Phi và chủ sở hữu Câu lạc bộ Catch One của Jewel tại Los Angeles, đã được chọn tham gia Bộ sưu tập Dự án Di sản Outfest Legacy của UCLA. Các cảnh quay từ Jewel and the Catch có thể được nhìn thấy trong phần credit mở đầu phần 3 của phim Transparent của Jill Soloway.
Cristina Kotz Cornejo là cháu gái của nghệ sĩ guitar / nhà soạn nhạc người Argentina Agustin Cornejo, hậu duệ của người Huarpe of San Juan, người đã biểu diễn các tác phẩm "La Chinita" và "Un Bailongo" với Carlos Gardel trong bộ phim The Tango on Broadway. Agustin Cornejo cũng xuất hiện ở Cuesta Abajo và El Dia Que Me Quieras, nơi ông trở thành cố vấn cho Ástor Piazzolla 11 tuổi và bạn bè với cha Nonino Piazzolla. Các bộ phim của Gardel cho Paramount Pictures được chỉ đạo bởi nhà làm phim người Pháp Louis J. Gasnier và John Reinhardt và quay tại Hãng phim Kaufman Astoria vào những năm 1930 tại thành phố New York.
Cô trở thành giáo sư người Mỹ Latinh đầu tiên về sản xuất phim/phương tiện truyền thông ở Mỹ vào năm 2014. Cô đã giảng dạy tại Emerson College ở Boston từ năm 2001. Cô là người nhận Giải thưởng Khoa xuất sắc Mann Stearn 2007-08, Học bổng Thuộc địa MacDowell 2012 và Học bổng Nghệ sĩ Hội đồng Văn hóa Massachusetts 2013. 